# جان هوپ فرانکلین
جان هوپ فرانکلین (انگلیسی: John Hope Franklin; ۲ ژانویهٔ ۱۹۱۵ – ۲۵ مارس ۲۰۰۹) دانشور، تاریخ‌نگار، مؤلف، استاد اهل ایالات متحده آمریکا بود.
وی همچنین برندهٔ جوایزی همچون نشان افتخار آزادی رئیس‌جمهوری، کمک‌هزینه گوگنهایم، برنامه فولبرایت، و نشان اسپینگارن شده‌است.